# 롤라 브룩
롤라 브룩(Lola Brooke, 1994년 2월 1일 ~ )은 미국의 래퍼이다.

## 음반 목록
- Dennis Daughter (2023)